# SNCB 15 sorozat
Az SNCB 15 sorozat egy belga kétáramnemű, Bo'Bo' tengelyelrendezésű villamosmozdony-sorozat. Összesen 5 db készült belőle 1962-ben. Eredetileg az SNCB a nemzetközi vonatokhoz használta a mozdonyokat Franciaország és Hollandia felé a Thalys megjelenéséig. Később belföldi forgalomban közlekedtek. A sorozatot 2009 májusában selejtezték.

## Története
Ezt az öt mozdonyt 1962-ben gyártotta a La Brugeoise et Nivelles, és ezek voltak az első többáramú mozdonyok, amelyeket az SNCB/NMBS rendelt meg. Úgy tervezték őket, hogy Észak-Franciaország 25 kV-os, 50 Hz-es rendszerén, Belgiumban használt 3 kV-os egyenáramú rendszeren és Hollandiában használt 1,5 kV-os egyenáramú rendszeren is használhatók legyenek.
Az 1971. januári átszámozás előtt a hat számjegyű rendszerben 150-es típusként voltak ismertek, és 150.001-től 150.005-ig voltak számozva.
Az 1980-as évek elején, mivel nem voltak képesek a egyre nehezebb TEE vonatok vontatására, a 15-ös sorozatú mozdonyokat Párizs és Brüsszel között az SNCF CC 40100 sorozatú mozdonyokkal váltották fel, de Brüsszel és Amszterdam között továbbra is használták őket az 1980-as évek végéig, amikor is kivonták őket a forgalomból, mert nem voltak kompatibilisek az új holland ATB jelzőrendszerrel. A 15-ös sorozatú mozdonyokat ezután a Liège és Párizs közötti nemzetközi vonatokon használták, miközben fokozatosan beépítették őket a belga belföldi szolgáltatásba, különösen az Ostende-Liège-vasútvonalon.
A járműveket 2000 decemberében leállították. A Liege és Luxembourg közötti 43-as vonal villamosítása után megfelelő mozdonyok hiányában a mozdonyok visszatértek a forgalomba, hogy a „P” (csúcsidőszaki) vonatokat vontassák.
Véglegesen 2004-ben vonták ki a forgalomból.
Két egységet megőriztek: a 1503-ast (az SNCB/NMBS őrzi a Train World Schaerbeekben) és a 1504-est (a PFT őrzi).